# The Best albo Belarusian Disco
The Best albo Belarusian Disco – składanka białoruskiego zespołu rockowego Krambambula wydana w 2007 roku. Na płycie znalazły się największe przeboje z trzech pierwszych albumów zespołu, a także jedna piosenka z wydanego równolegle albumu studyjnego Światocznaja oraz premierowy utwór „Kraj haraczych dobrych soncau”.

## Lista utworów
| Nr  | Tytuł utworu                                         | Oryginalna pisownia tytułu                         | Album oryginalny           | Długość |
| --- | ---------------------------------------------------- | -------------------------------------------------- | -------------------------- | ------- |
| 1.  | „Hości”                                              | «Госьці»                                           | Karali rajonu              | 3:01    |
| 2.  | „Turysty”                                            | «Турысты»                                          | Radyjo Krambambula 0,33 FM | 3:05    |
| 3.  | „Mama darahaja”                                      | «Мама дарагая»                                     | Radyjo Krambambula 0,33 FM | 1:22    |
| 4.  | „Kraj haraczych dobrych soncau”                      | «Край гарачых добрых сонцаў»                       | –                          | 2:58    |
| 5.  | „Susiedzi”                                           | «Суседзі»                                          | Radyjo Krambambula 0,33 FM | 2:53    |
| 6.  | „Pradaj hitaru, kupi kania”                          | «Прадай гітару, купі каня»                         | Zastolny albom             | 3:48    |
| 7.  | „Balada pra Szejna-Dżeka O'Koneli i jahony sini nos” | «Баляда пра Шэйна-Джэка О’Конэлі і ягоны сіні нос» | Zastolny albom             | 3:04    |
| 8.  | „Absent”                                             | «Абсэнт»                                           | Zastolny albom             | 5:29    |
| 9.  | „Staryja chipany”                                    | «Старыя хіпаны»                                    | Karali rajonu              | 3:38    |
| 10. | „Kufal piwa, kielich wiski”                          | «Куфаль піва, келіх віскі»                         | Zastolny albom             | 3:55    |
| 11. | „Marski czaławiek”                                   | «Марскі чалавек»                                   | Karali rajonu              | 2:41    |
| 12. | „Tekiła”                                             | «Тэкіла»                                           | Zastolny albom             | 4:32    |
| 13. | „Dzień naradżeńnia”                                  | «Дзень нараджэньня»                                | Światocznaja               | 3:19    |
| 14. | „Lublu”                                              | «Люблю»                                            | Karali rajonu              | 3:57    |
| 15. | „Turysty” (remiks)                                   | «Турысты-рэмiкс»                                   | Radyjo Krambambula 0,33 FM | 3:16    |
|     |                                                      |                                                    |                            | 50:58   |